# Anyang, Anyang
Anyang är ett härad som lyder under Anyangs stadsprefektur i Henan-provinsen i centrala Kina.